# 폴란드의 공휴일
폴란드의 공휴일은 다음과 같다.
| 날짜             | 공휴일 이름                 | 비 고                                  |
| ---------------- | --------------------------- | -------------------------------------- |
| 1월 1일          | 새해 첫날                   |                                        |
| 1월 6일          | 주님 공현 대축일            |                                        |
| 3 ~ 4월 중(이동) | 부활절                      |                                        |
| 3 ~ 4월 중(이동) | 이스터 먼데이               | 부활절 다음날                          |
| 5월 1일          | 노동절                      |                                        |
| 5월 3일          | 제헌절                      |                                        |
| 5 ~ 6월 중(이동) | 성령 강림 대축일            | 부활절로부터 49일 후에 해당하는 일요일 |
| 5 ~ 6월 중(이동) | 그리스도의 성체 성혈 대축일 | 부활절로부터 60일 후에 해당하는 목요일 |
| 8월 15일         | 성모 승천 대축일            |                                        |
| 11월 1일         | 모든 성인 대축일            |                                        |
| 11월 11일        | 독립기념일                  |                                        |
| 12월 25일        | 크리스마스                  |                                        |
| 12월 26일        | 성 스테파노 축일            |                                        |

## 같이 보기
- 폴란드의 국기